# Vinni (commune)
Pour les articles homonymes, voir Vinni.
Vinni (en estonien : Vinni vald) est une commune rurale d’Estonie située dans le Viru occidental (l’ancien Wierland). Elle s’étendait sur une superficie de 486,65 km2 et comptait une population de 4 953 habitants (5 683 habitants en l’an 2000 et 5 449 habitants en 2008), avant d'absorber des communes voisines en 2017. Son chef-lieu administratif est le bourg de Pajusti.

## Municipalité

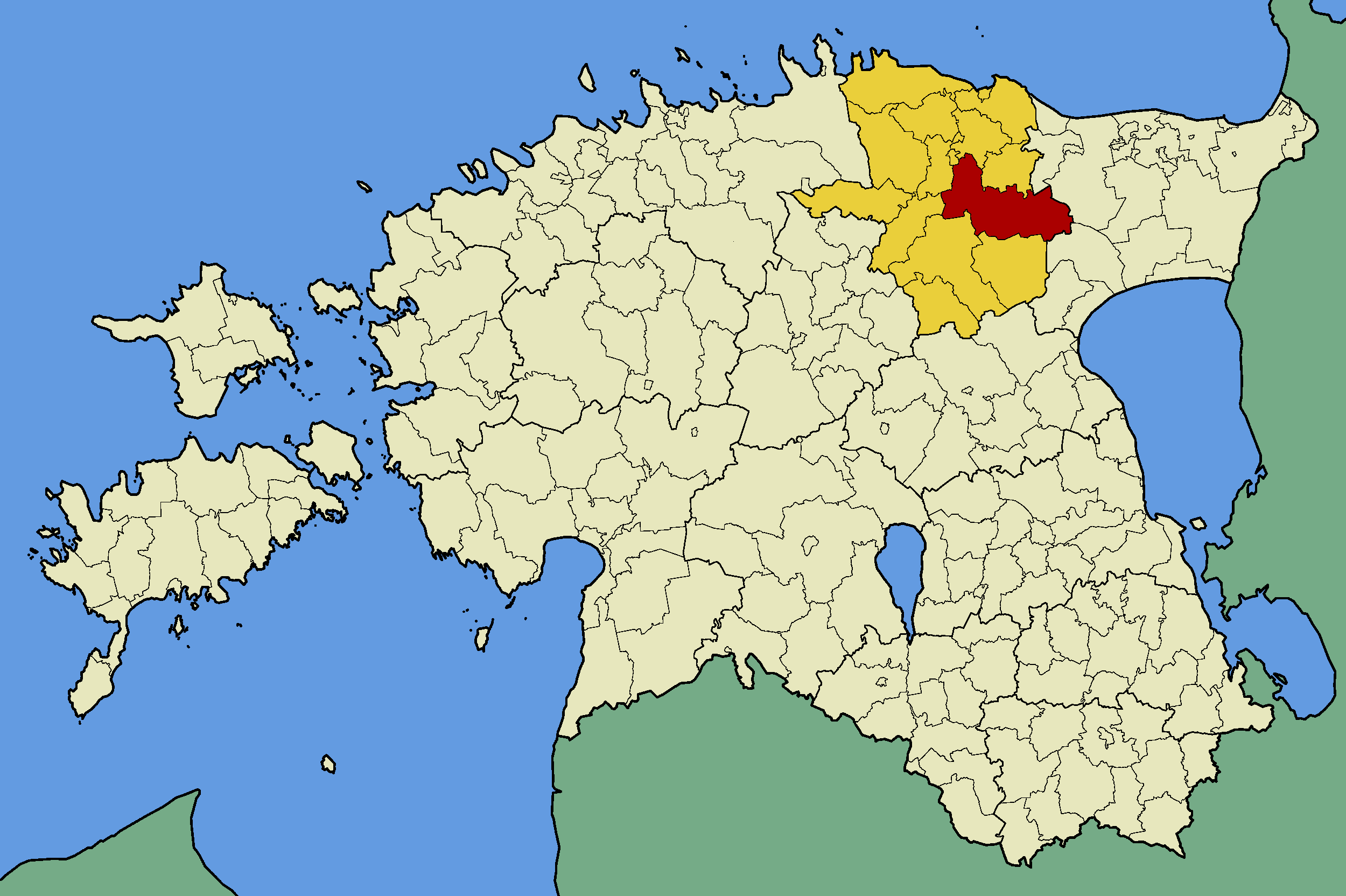
Ancien territoire de Vinni.

La commune de Vinni comprenait cinq bourgs et 37 villages avant l'agrandissement de 2017.

### Bourgs
Pajusti, Roela, Tudu, Vinni et Viru-Jaagupi.

### Villages
Liste des villages par ordre décroissant de population avec les chiffres de 2007:
- Piira (324 habitants)
- Inju (134 habitants)
- Kadila (133 habitants)
- Vetiku (129 habitants)
- Küti (128 habitants)
- Vana-Vinni (105 habitants)
- Koeravere (92 habitants)
- Veadla (91 habitants)
- Mõdriku (90 habitants)
- Aruküla (89 habitants)
- Võhu (72 habitants)
- Lepiku (69 habitants)
- Voore (67 habitants)
- Obja (64 habitants)
- Kulina (52 habitants)
- Saara (51 habitants)
- Ristiküla (49 habitants)
- Kehala (48 habitants)
- Palasi (43 habitants)
- Nurmetu (41 habitants)
- Mäetaguse  (39 habitants)
- Puka (33 habitants)
- Rasivere (32 habitants)
- Lähtse (29 habitants)
- Tammiku (27 habitants)
- Rünga (23 habitants)
- Kannastiku (23 habitants)
- Anguse (22 habitants)
- Karkuse (22 habitants)
- Suigu (13 habitants)
- Alavere (13 habitants)
- Soonuka (7 habitants)
- Kaukvere (1 habitant)